# Baie du Tombeau
La baie du Tombeau est une baie et un village du nord-ouest de l'île Maurice située à l'embouchure de la rivière du Tombeau à six kilomètres au nord de la capitale de la république de Maurice, Port-Louis. Son nom lui vient de ses eaux dangereuses pour les navires, plusieurs vaisseaux ayant fait naufrage sur la côte en cet endroit, notamment celui de Pieter Both. Il désigne par ailleurs le village qui s'est développé à proximité de la baie et qui dépend du district de Pamplemousses.

## Village
Le village de Baie-du-Tombeau comptait 14 687 habitants au recensement de 2011. Il est formé de trois entités : Lagon-ville, Elizabeth-ville et Le Goulet. Elles se trouvent à l'embouchure de la rivière Tombeau. Port-Louis est directement au sud et Baie-du-Tombeau en constitue aujourd'hui une banlieue.
Il s'est formé comme village d'affranchis à la fin des années 1830 qui gagnaient leur vie comme pêcheurs.
Le village a connu une croissance rapide à partir des années 1960. Il est traversé par une autoroute et comprend des zones industrielles.

## Paroisse
L'église Saint-Malo dépendant du diocèse de Port-Louis est construite et consacrée en 1968, la chapelle du Bon-Pasteur, qui existe toujours, étant devenue trop petite.